# Эдикт
Эди́кт (лат. edictum «объявление» от edicere «объявлять») — нормативный акт. В русском языке и России аналогом эдикта как термина и правового акта является указ. Имеет сходство с таким правовым актом, как декрет.

## Древний Рим
Термин «эдикт» возник в римском праве.
В Римской республике эдиктом называлось письменное или устное распоряжение (властное заявление) магистрата при вступлении в должность. Эдикт содержал программу деятельности магистрата и имел обязательную силу на протяжении срока его полномочий. Эдикты издавали и эдилы, но особенное значение имели эдикты преторов. Фактически основные правовые положения преторского эдикта переписывались из года в год и, таким образом, приобретали общенормативный характер (постоянный эдикт).
В период принципата и домината эдикт стал видом императорского закона. Во II веке н. э. римский юрист Сальвий Юлиан составил окончательный текст преторского эдикта («вечный эдикт») по указанию Адриана.
- Эдикт Каракаллы
- Миланский эдикт
- Фессалоникийский эдикт

## Средние века и Новое время
В ряде монархий Западной Европы Средних веков и Нового времени эдиктом назывался один из видов закона — а именно, указ, издаваемый монархом или папой и вводящий значимую правовую норму.

### Священная Римская империя
- Вормсский эдикт 1521 года
- Реституционный эдикт 1629 года

### Бранденбург
- Потсдамский эдикт 1685 года

### Франция
- Амбуазский эдикт 1560 года
- Сен-Жерменский эдикт 1562 года
- Союзный эдикт 1588 года
- Нантский эдикт 1598 года

### Другие страны
- Эдикт Риволи 1561 года
- Эдикт о веротерпимости в Святой земле 1844 года